# Simionescella
Simionescella es un género de foraminífero bentónico de la familia Karreriidae, de la superfamilia Chilostomelloidea, del suborden Rotaliina y del orden Rotaliida. Su especie tipo es Simionescella megastoma. Su rango cronoestratigráfico abarca desde el Aptiense inferior (Cretácico inferior).

## Clasificación
Simionescella incluye a la siguiente especie:
- Simionescella megastoma †